# Cruza
Cruza es una película de Argentina en blanco y negro dirigida por Luis José Moglia Barth según su propio guion escrito sobre la obra homónima de Claudio Martínez Payva que se estrenó el 2 de septiembre de 1942 y que tuvo como protagonistas a Amelia Bence, Fernando Ochoa, Pedro Maratea y Carlos Morganti. La película fue filmada parcialmente en Esquel, provincia de Chubut.

## Sinopsis
Una joven hija de un estanciero asesinado toma posesión de sus tierras en la Patagonia y junto a un maestro debe luchar contra los delincuentes.

## Reparto
- Amelia Bence
- Fernando Ochoa
- Pedro Maratea
- Carlos Morganti
- Elisardo Santalla
- Homero Cárpena
- Alfredo Mileo
- José Castro
- Eduardo Otero
- Billy Days
- Enrique Zingoni
- Iris Portillo
- Pilar Gómez
- Jorge Urban
- Eloy Álvarez
- Francisco Audenino
- Olga Nelly Barcia …Extra

## Comentarios
Calki dijo en su crónica: “Intriga común, realzada por la belleza del marco y sus eficaces actuaciones… Merece destacarse la labor de los fotógrafos” y Manrupe y Portela escriben:

”Drama campero estrenado en el teatro por la compañía de Eva Franco en 1935 y filmado en escenarios naturales que acentúan el fuerte nacionalismo del tema.”